# Orbital (zespół muzyczny)
Orbital – brytyjski zespół tworzący muzykę elektroniczną. Założony w 1989 przez braci Paula i Phila Hartnoll. Ze względu na różnicę zdań co do dalszej drogi zespołu, został on po 15 latach działalności rozwiązany w 2004 roku, choć nadal obaj artyści nierzadko grywają wspólne koncerty.

## Dyskografia

### Albumy
- Green Album (1991)
- Brown Album (1993)
- Snivilisation (1994)
- In Sides (1996)
- Event Horizon (muzyka do filmu) (1997)
- The Middle of Nowhere (1999)
- The Altogether (2001)
- Work (kolekcja 1989-2002) (2002)
- Octane (muzyka do filmu) (2003)
- Blue Album (2004)
- Halcyon (2005)
- Orbital 20 (2009)
- Wonky (2012)
- Monsters Exist (2018)

### Single
- Chime (1990)
- Omen (1990)
- Satan (III EP) (1991)
- Midnight/Choice (1991)
- Mutations (1992)
- Radiccio (1992)
- Lush (1993)
- Peel Session/Diversions (1994)
- Are We Here? (1994)
- Belfast/Wasted (1995)
- Times Fly (1995)
- The Box (1996)
- Satan Live/Satan Spawn (1996)
- The Saint (1997)
- Style (1999)
- Nothing Left (1999)
- Beached (2000)
- Funny Break (One is Enough) (2001)
- Illuminate (2001)
- Rest (2002)
- Play (2002)
- One Perfect Sunrise/You Lot (2004)